# باول لاند
باول لاند هو سياسي أمريكي، ولد في 19 ديسمبر 1853 في هاميلتون في كندا، وتوفي في 1 مارس 1919 في بورت أنجلوس في الولايات المتحدة. انتخب عضو مجلس نواب واشنطن ‏.